# Beallsville, Pennsylvania
Beallsville är en ort i Washington County i delstaten Pennsylvania. Vid 2010 års folkräkning hade Beallsville 466 invånare.